# Sphingomima cinereomarginata
Sphingomima cinereomarginata är en fjärilsart som beskrevs av Holland 1893. Sphingomima cinereomarginata ingår i släktet Sphingomima och familjen mätare. Inga underarter finns listade i Catalogue of Life.